# Каменар (Варненская область)
Каменар (болг. Каменар) — село в Болгарии. Находится в Варненской области, входит в общину Варна. Население составляет 2 619 человек.

## Политическая ситуация
В местном кметстве Каменар, в состав которого входит Каменар, должность кмета (старосты) исполняет Светослав Асенов Райков (Движение за права и свободы (ДПС)) по результатам выборов правления кметства.
Кмет (мэр) общины Варна — Иван Портних (ГЕРБ) по результатам выборов в правление общины.